# André Puccinelli
André Puccinelli, né le 2 juillet 1948, est un médecin et homme politique italo-brésilien, affilié au Mouvement démocratique brésilien (MDB), il a été le dixième gouverneur du Mato Grosso do Sul entre 2007 et 2017 pour deux mandats, soixantième maire de Campo Grande pour deux mandats entre 1997 et 2005, secrétaire à la santé du Mato Grosso do Sul entre 1983 et 1984. 
André a également été député d'État de 1987 à 1995 et député fédéral de 1995 à 1997. Il a été le premier étranger à être maire d'une capitale dans l'histoire du Brésil. Puccinelli est né en Italie et a déménagé au Brésil dans son enfance.

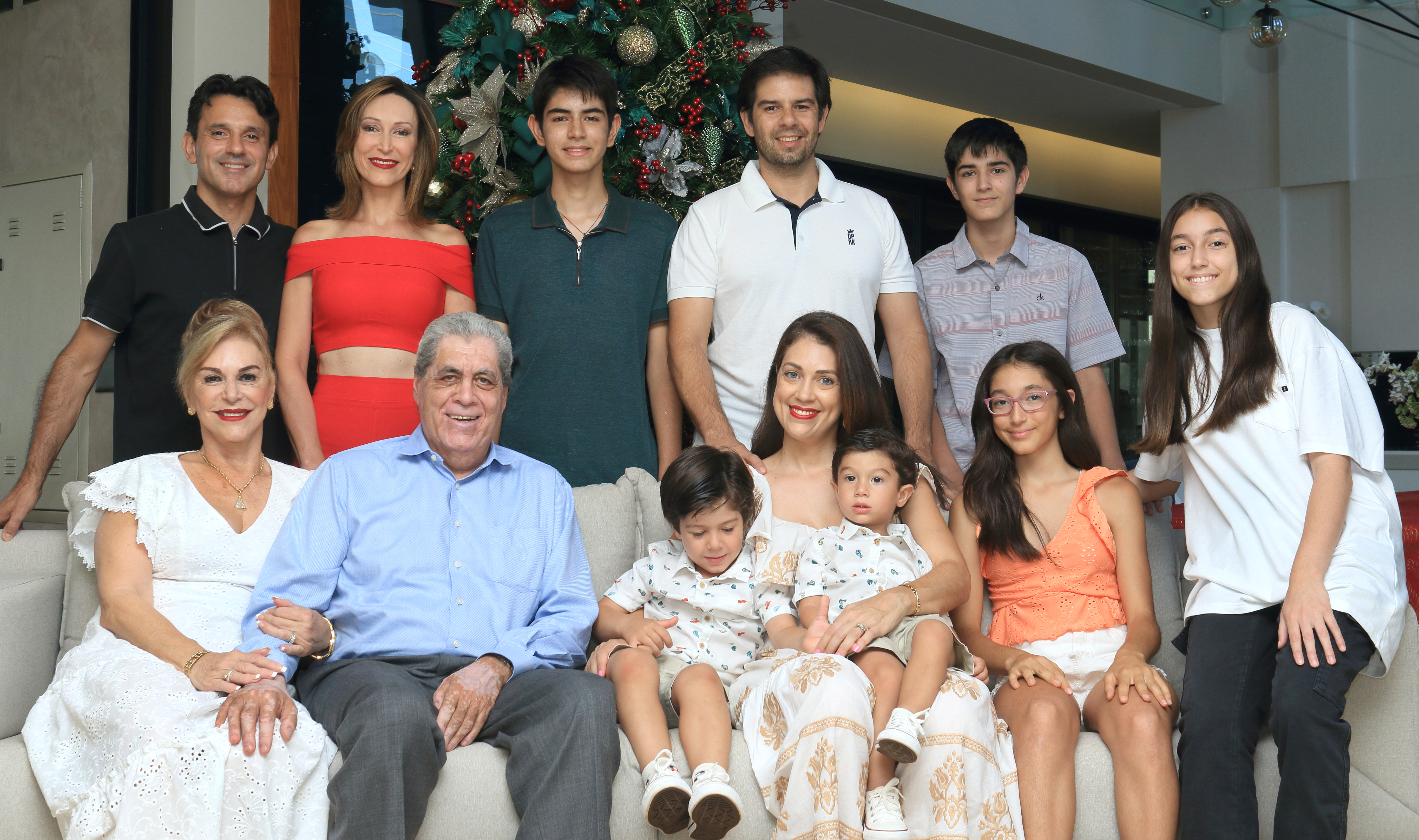
Famille Puccinelli en décembre 2021

André Puccinelli est né à Viareggio, Italie, le 2 juillet 1948, fils de Carlo Puccinelli et Giuseppa Fiaschi Puccinelli. Il a été secrétaire d'État à la Santé, député d'État pendant deux mandats, député fédéral, maire pendant deux mandats de la capitale Campo Grande et également gouverneur pendant deux mandats de l'État du Mato Grosso do Sul. Il est marié à Elizabeth Maria Machado, avec qui il a trois enfants : la médecin Vanessa Puccinelli et les avocats André Puccinelli Júnior et Denise Puccinelli. Tout au long de sa vie, il est devenu producteur rural dans le secteur agricole.
Il a déménagé au Brésil en 1953 et a vécu avec sa famille d'abord à Porto Alegre (RS) et plus tard à Curitiba (PR). En 1966, il rejoint le cours de médecine à l'Université fédérale du Paraná, obtenant son diplôme en 1971. L'année suivante, il a effectué une résidence médicale à l'hôpital de Clínicas dans la capitale du Paraná. En 1973, il s'installe à Fátima do Sul (MS), alors dans l'ancien État du Mato Grosso, devenant médecin à l'hôpital Nossa Senhora de Fátima, dans cette ville.